# Apsilochorema gisbum
Apsilochorema gisbum is een schietmot uit de familie Hydrobiosidae. De soort komt voor in het Oriëntaals en Australaziatisch gebied.